# Efraín Elías Sánchez
Efraín Elías Sánchez Casimiro (Barranquilla, 27 de febrer de 1926 - Bogotà 16 de gener de 2020) fou un futbolista colombià dels anys 50 i 60.
Jugava a la posició de porter. Formà part de la selecció de futbol de Colòmbia que participà en la Copa del Món de Xile'62. Va rebre els sobrenoms de El Caimán de Boedo i Las Tenazas Colombianas.
Començà a jugar al Caldas. El 1948 marxà a Argentina al club San Lorenzo de Almagro. El 1949 retornà a Colòmbia on juga per l'América de Cali i l'Independiente Santa Fé, i més tard pel Deportivo Cali. Només guanyà la lliga colombiana un cop, l'any 1955, amb Deportivo Independiente Medellín. També jugà pels clubs Atlético Junior, Millonarios i Atlas de Guadalajara de Mèxic.
Després de retirar-se com a jugador en actiu, Sánchez fou entrenador. Dirigí la selecció de Colòmbia en tres ocasions. També dirigí a Millonarios.